# Вісла
Ві́сла (також Висла; пол. Wisła; нім. Weichsel) — найбільша річка басейну Балтійського моря і Польщі. Утворюється від злиття Чорної Віселки та Білої Віселки, які починаються на Баранячій горі у Сілезьких Бескидах. Впадає у Гданську затоку. Довжина 1047 км. Площа басейну 194 424 км², з яких 169 700 км² належить Польщі, 12 700 км² — Україні, 9800 км² — Білорусі. Головні притоки: Дунаєць, Сян, Вепр, Західний Буг (праві), Ніда, Пилиця (ліві).

## Походження назви
Назву було вперше зареєстровано Плінієм в 77 р. від Р. Х. в його Природничій Історії. Він використовує Вісла (4.52, 4.89) з іншим варіантом написання, Vistillus (3.06). Вісла впадає в Mare Suebicum, яке наразі відоме як Балтійське море. Корінь індоєвропейської назви Вісли походить від Доіндоєвропейського. Зменшувальне закінчення -іла, -ула, були використані у багатьох індоєвропейських мовах, порівняй з Латинською — Урсула).

## Географія
Витоки річки знаходяться у Південній Польщі, на висоті 1107 м над рівнем моря (Чорна Віселка) та 1080 м над рівнем моря (Біла Віселка), на західному схилі Баранячої гори в Сілезьких Бескидах.
У географічному сенсі Вісла має два витоки: Біла Віселка та Чорна Віселка. Натомість у гідрологічному сенсі Вісла починається у місці злиття струмка Малинка зі струмком Віселка, що утворюється зі злиття Білої та Чорної Віселки, що вливаються в озеро Чернянське. Гірський відтинок Вісли аж до гирла Премші не є судноплавним і має назву Малої Вісли.
У верхів'ях до виходу з Бескид (60 км) Вісла — бурхливий гірський потік; нижче Кракова, прийнявши ряд приток з Карпат, стає багатоводною; ширина річища нижче впадання Дунайця становить 200 м, нижче Сяну — 600—1000 м. У середньому плині (до річки Брда (Brda), а також у нижньому — типова рівнинна річка, що протікає переважно в широкій, місцями терасованій долині. Річище на великому протязі звивисте, місцями дробиться на рукави й протоки, відрізняється нестійкістю, більшою кількістю мілин і перекатів. Від міста Торунь до моря річище повністю зарегульоване, вище Торуня укріплені ділянки, піддані погрозі значного розмиву берегів. За 50 км від моря Вісла розділяється на рукави (Ногат, Мертва Вісла й ін.), утворюючи велику дельту (Жулави). Частина дельти, що лежить нижче рівня моря, захищена дамбами. У гирлі Мертвої Вісли розташований морський порт Гданськ. Більшість головних приток впадають праворуч: Дунаєць, Вислока, Сян, Вепр, Буг; з лівих найбільші — Пилиця і Брда.

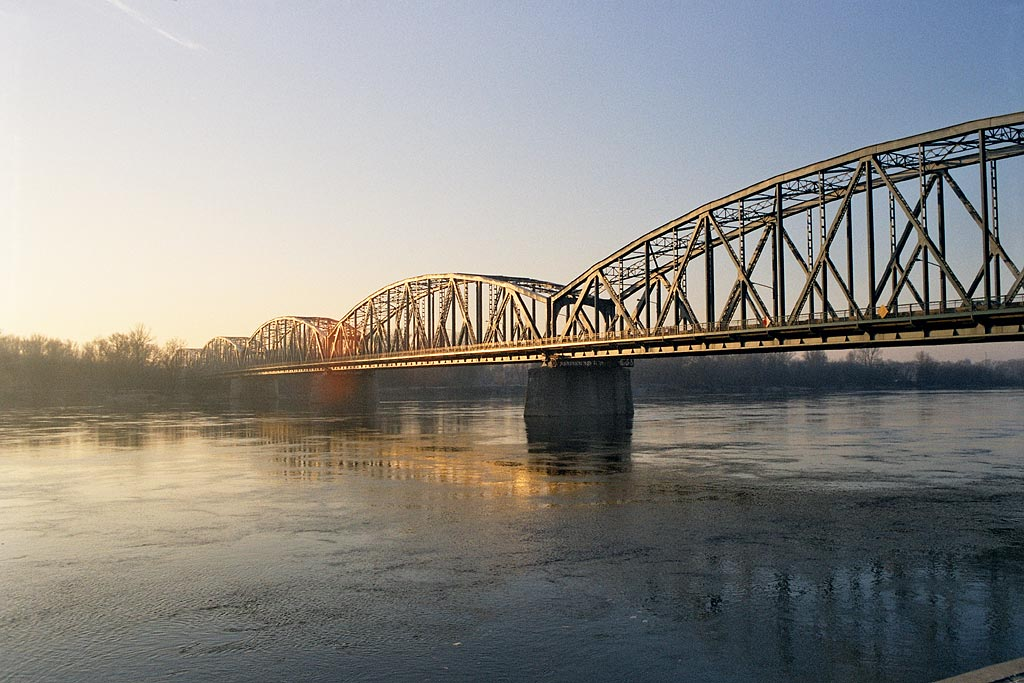
Вісла

Водний режим значною мірою визначається впливом приток, що стікають із Карпат. Весняна повінь через таскин. Улітку й узимку часті паводки. Швидкі й високі (до 10 м) підйоми рівня, особливо у верхньому й середньому плині, приводять до катастрофічних повеней. Останні нерідко викликаються також заторами льоду. У проміжки між паводками річка міліє, що сильно ускладнює судноплавство. Середня річна витрата в Кракові 84 м²/сек, у Варшаві — 590 м³/сек, біля гирла — 1030 м³/сек. Льодовий покрив, особливо у верхньому плині, нестійкий.
Судноплавна до гирла річки Пшемши (Przemsza) (940 км) для суден водотоннажністю 200—500 т протягом 200—250 днів на рік. З метою регулювання стоку на Віслі і її притоках споруджуються водоймища (з будівництвом на деяких з них ГЕС), відбувається обвалування русла. З'єднана Дніпровсько-Бузьким каналом з Дніпром і Бидгощським каналом з Одрою, а також з Німаном.

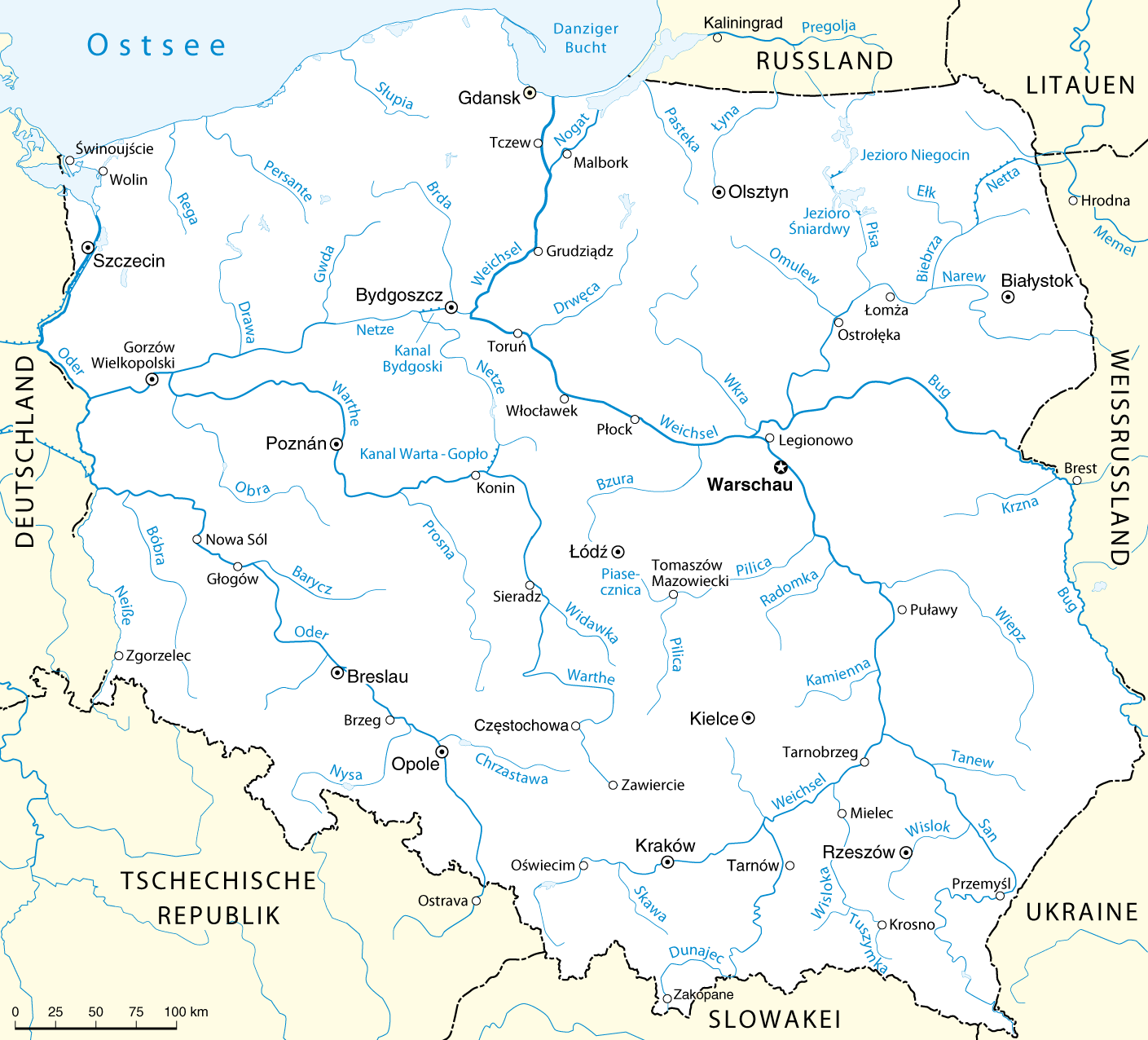
Гідрографічна мережа Польщі
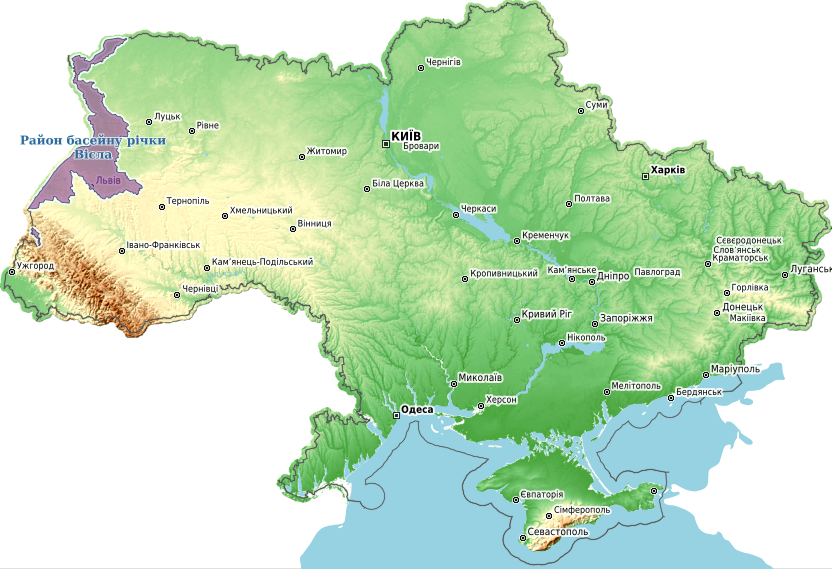
Водозбірний басейн Вісли на території України
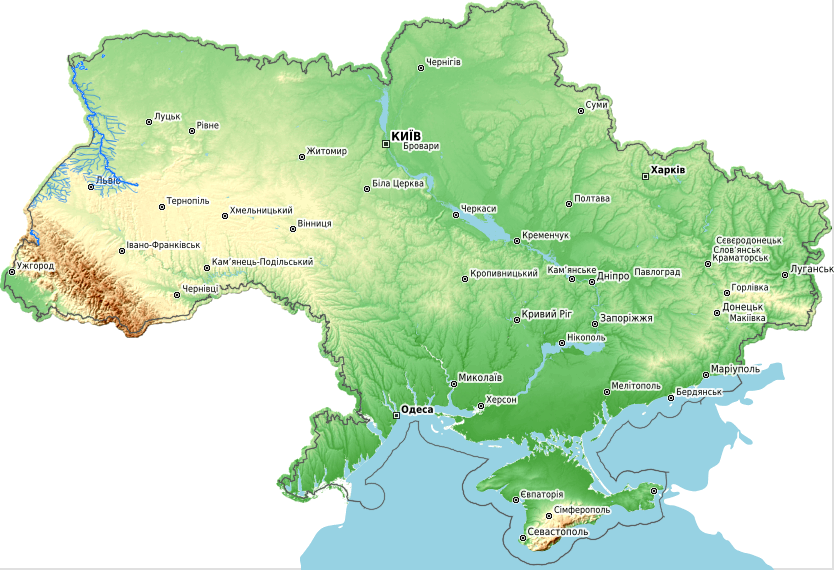
Річкова мережа басейну Вісли на території України
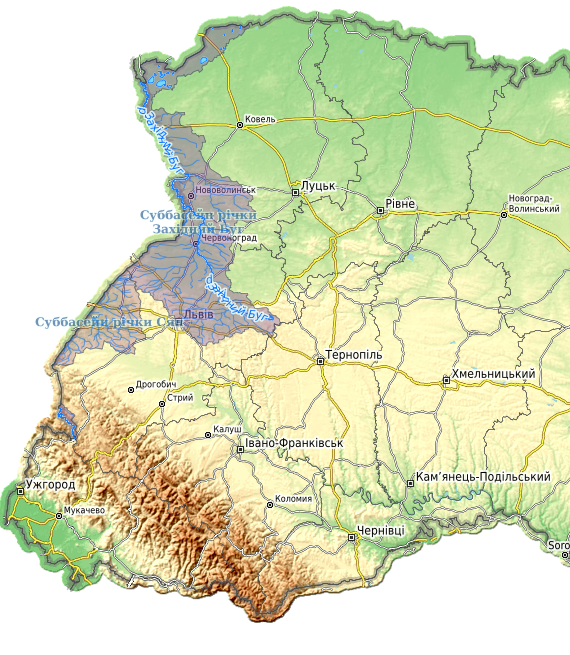
Річкова мережа басейну Вісли

Вісла — єдина в Польщі неврегульована річка. Її річище виляє, як синусоїда. Швидкість течії 5 км/год. Від міста Тчева русло спрямляється, глибини не стрибають.
На правому березі розташоване місто Грудзендз з гарним історичним замком.
На Віслі в місті Влоцлавек розташована найбільша польська ГЕС — Влоцлавек ГЕС потужністю 160,2 Мвт.
Основні притоки: Західний Буг, Сян, Пилиця, Нарев.
Міста, через які протікає Вісла: Краків, Варшава, Плоцьк, Торунь; у дельті Гданськ.
Вісла має поділ на Верхню Віслу від витоків до міста Сандомир, Середню Віслу від Сандомиру до гирла Нарева або Західного Бугу і на дельту від гирла Західного Бугу до гирла.

## Дельта Вісли
Річка утворює дельту навколо міста Бяла Гура, біля Штума, приблизно за 50 км від впадіння в море, поділяється на два гирла: Ногат (праворуч) і Ленівка (ліворуч). У місті Гданськ від Ленівки відгалужується гирло Шкарпава, яке наразі, задля боротьби з повінню, пересипано. Від Мертвої Вісли відокремлюється в Пжегалінське гирло, яке впадає в Гданську затоку. До 14 сторіччя гирло Вісли поділялося на головне західне гирло, Ельблонгська Вісла і маловодне східне гирло, Гданська Вісла. Починаючи з 1371 року Гданська Вісла є головним гирлом. Після повені 1890 року утворилось гирло Сміла Вісла.

## Забруднення
У 2011 році, екологічна організація Всесвітній фонд дикої природи, не опираючись на жодні підтверджені джерела, заявила, що 56 % загального об'єму вод Вісли не підпадають під жодну допустиму категорію рівня забрудненості водойм.
Згідно з даними Інспекції з охорони навколишнього середовища, протягом 2012 року в Балтійське море через Віслу потрапила велика кількість важких металів, в тому числі 28 тонн цинку, 70 тонн міді, 26,1 тонни олова, 0,9 тонни кадмію, 11,3 тонни хрому, 25,2 тонни нікелю, а також близько 200 кілограмів ртуті.

## Повені, посуха та регулювання рівня води в річці
Води Вісли часто переповнені що спричиняє повені. В гірській частині русла річки повені відбуваються переважно в липні під впливом значних опадів в горах, в середній та нижній частині річища — в березні, через весняне потепління. Натуральний польдер що знаходиться в Чіхочинській низовині заливається весною та літом в районі села Отлочин, де знаходиться натуральний брід через Віслу.
В історії були випадки коли повені набували катастрофічних масштабів, зокрема в: 1813, 1844, 1888, 1934, 1960, 1997, 2001, 2010 роках. Для запобігання подібних випадків було створено штучні дамби в гірській частині річища річки; на відрізку між витоком річки Пшемші до Краківської частини Вісли до річки підведена каналізаційна система; на 675 кілометрі розташована водяна електростанція; за рівнем води також стежать в селі Сяжев.
17 серпня 2015 року рівень води в Віслі сягнув рекордно низької позначки з кінця 18 ст. — 51 см. 28 серпня 2015 року рівень Вісли в Варшаві знизився до позначки в 41 см.

## Геологічна історія
Історія річки Вісли та її долини нараховує понад 2 млн років. Протягом останнього мільйона років, льодовик вісім разів укривав Польщу, в результаті чого відбувались зміни напрямку течії річки. В інтергляціалі, коли льодовик відступив, Вісла поглиблювала і розширювала свою долину. Річка прийняла свої нинішні форми протягом останніх 14 тис. років, після повного танення скандинавського льодовика в цьому районі. Наразі вздовж долини Вісли відбувається ерозія берегів і перехват річок.
Останній льодовик увійшов в район Польщі близько 20 тис. років тому. За період інтергляціалу, Пра-Вісла, шукала найкоротший шлях до моря — тисячі років тому річка впадала до Північного моря на широті сучасної Шотландії.

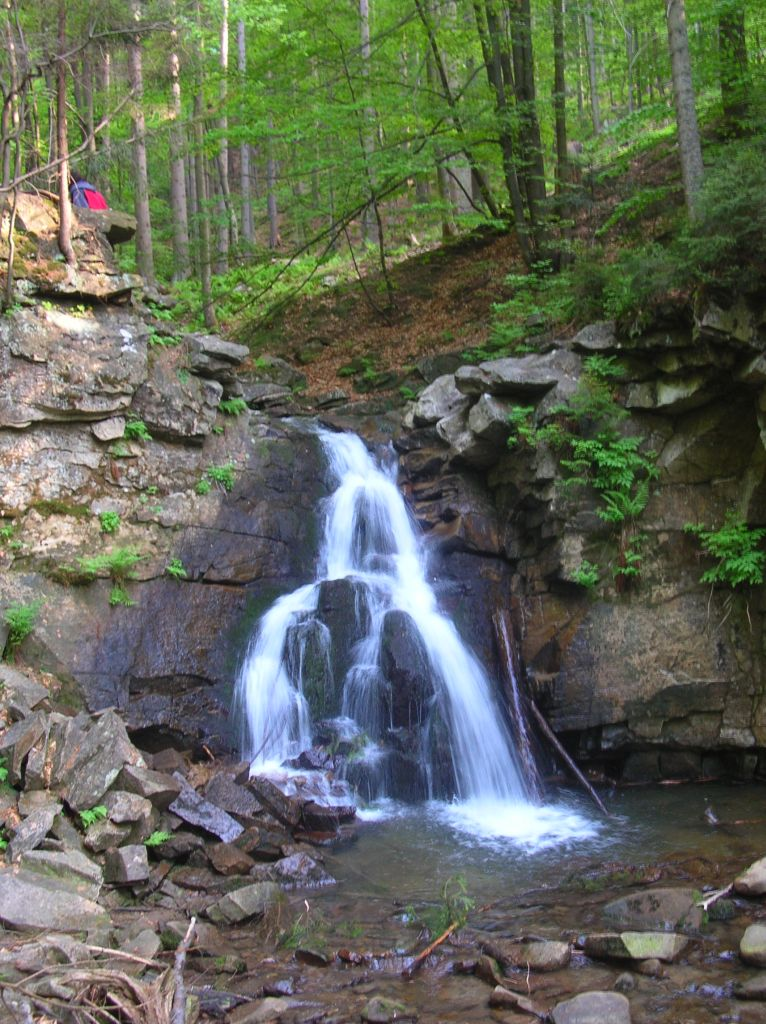
Біла Вісла
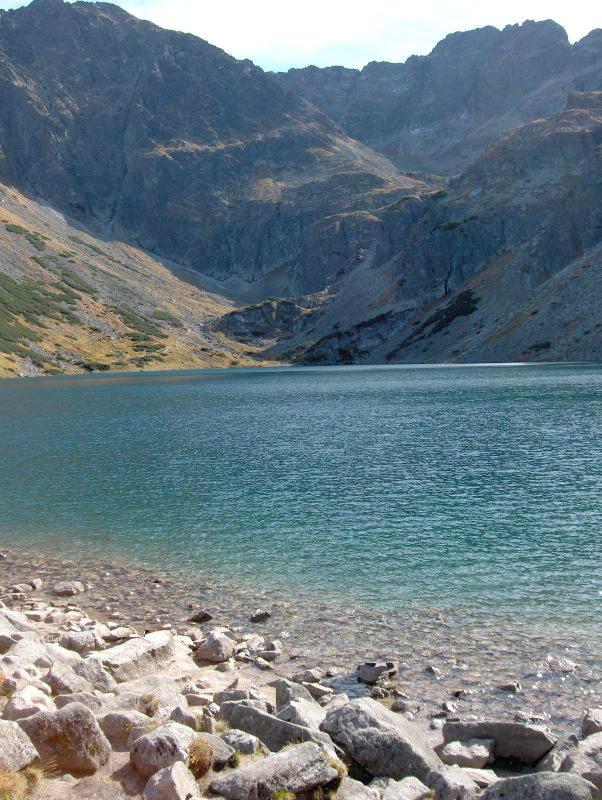
Озеро Морське око, Джерело Білий Дунаєць
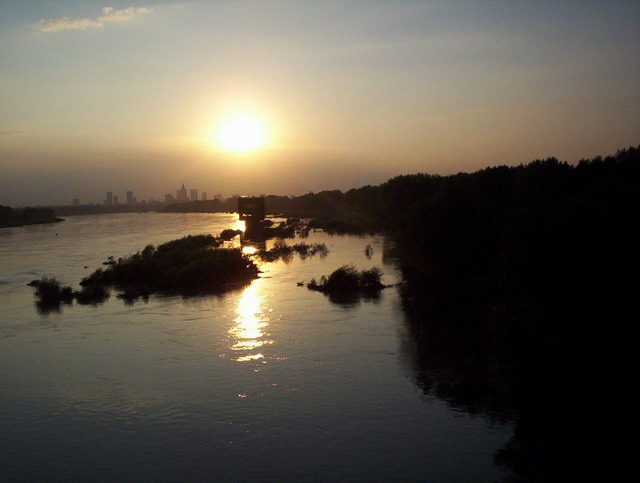
Повінь на Віслі на південь від Варшави, 2004
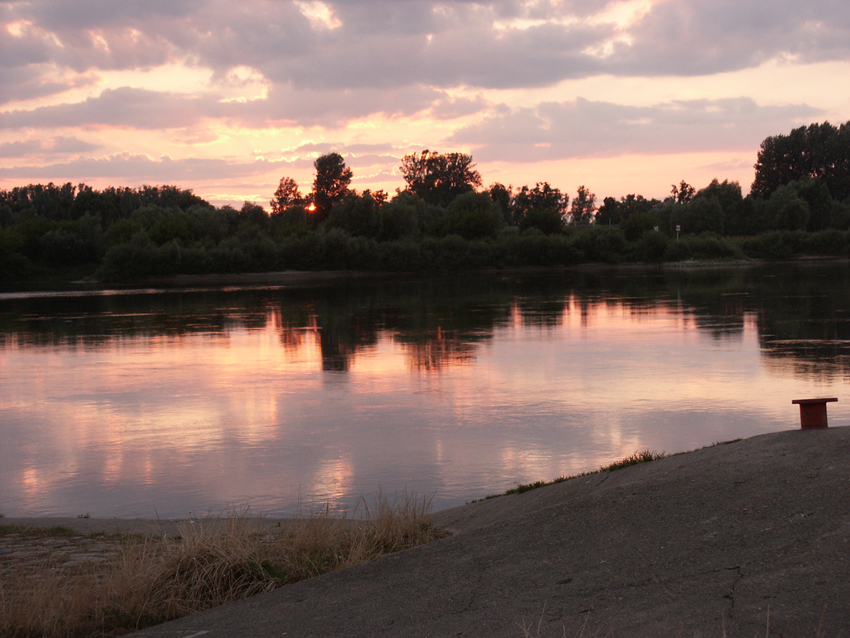
Вісла біля Грудзьондз
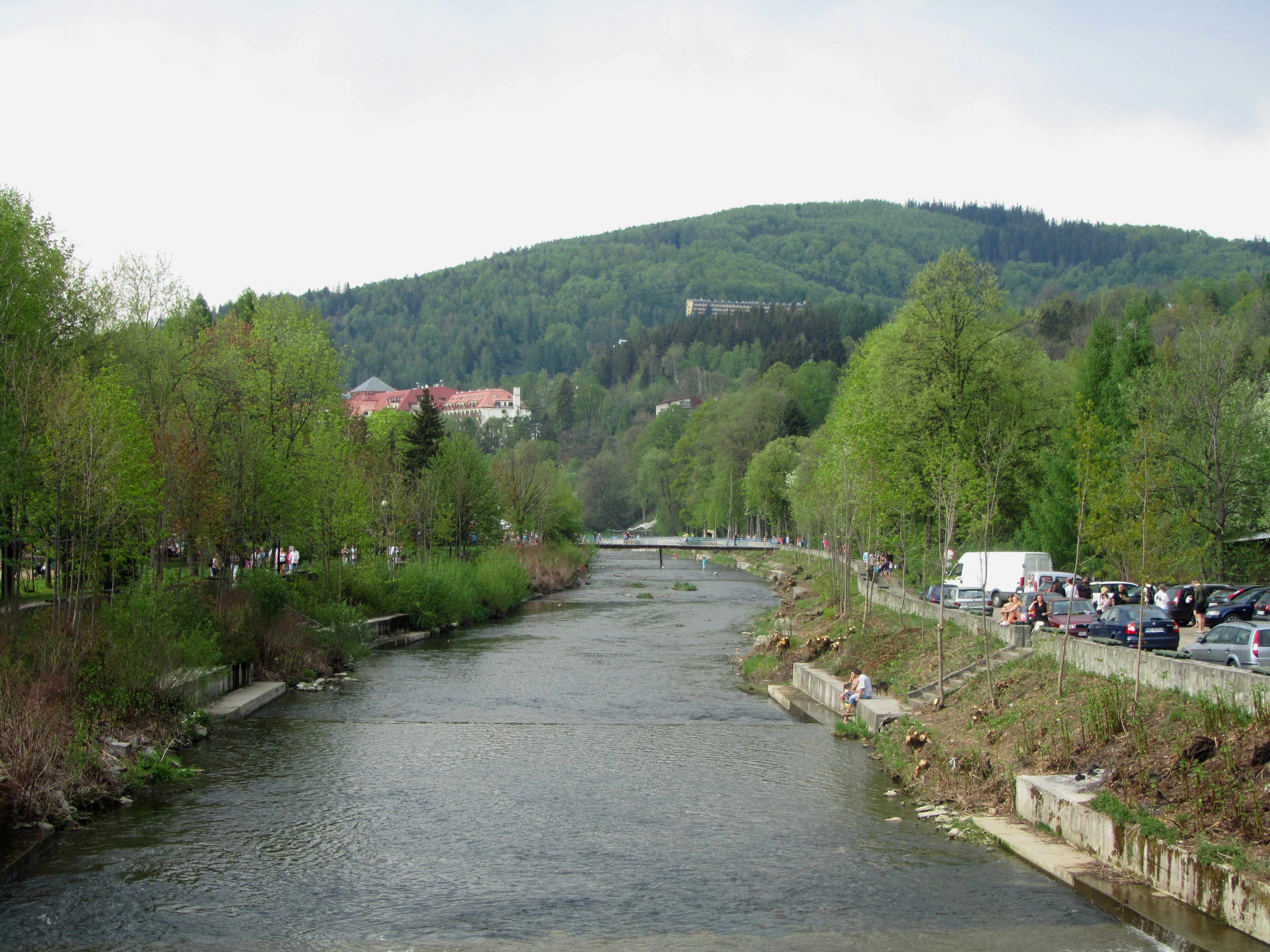
Вісла у місті Вісла
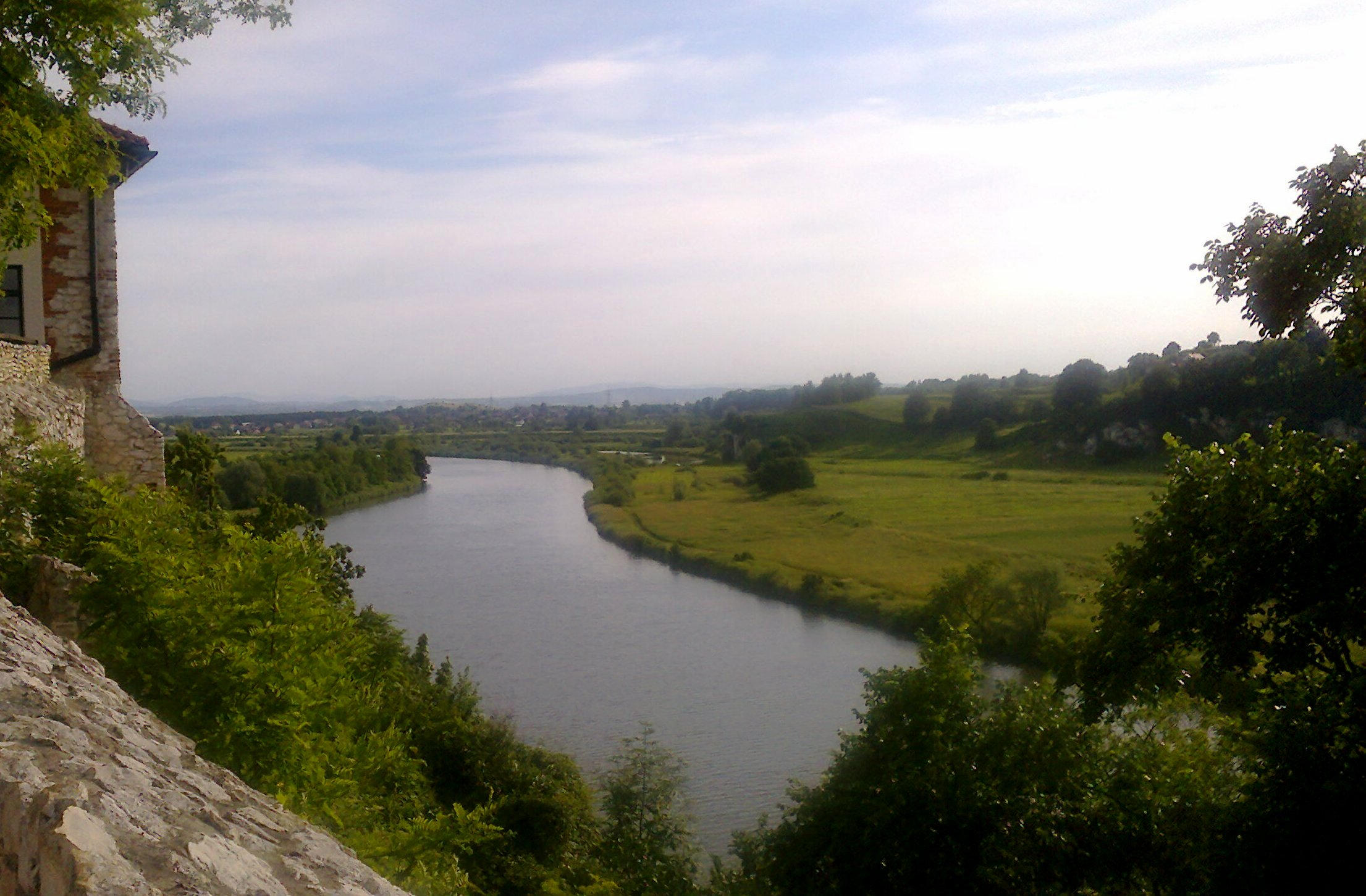
Вісла біля Кракова
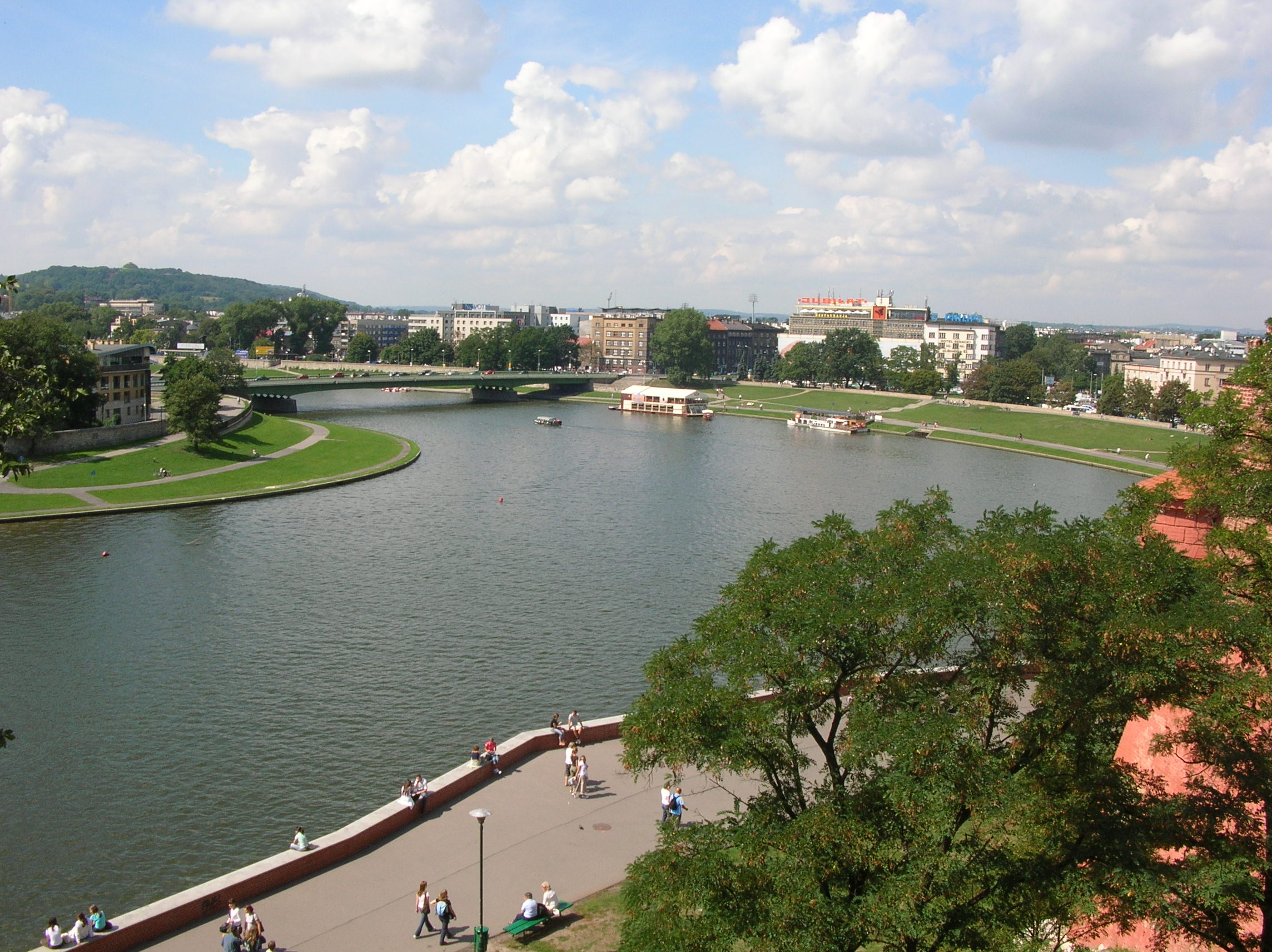
Вісла у Кракові
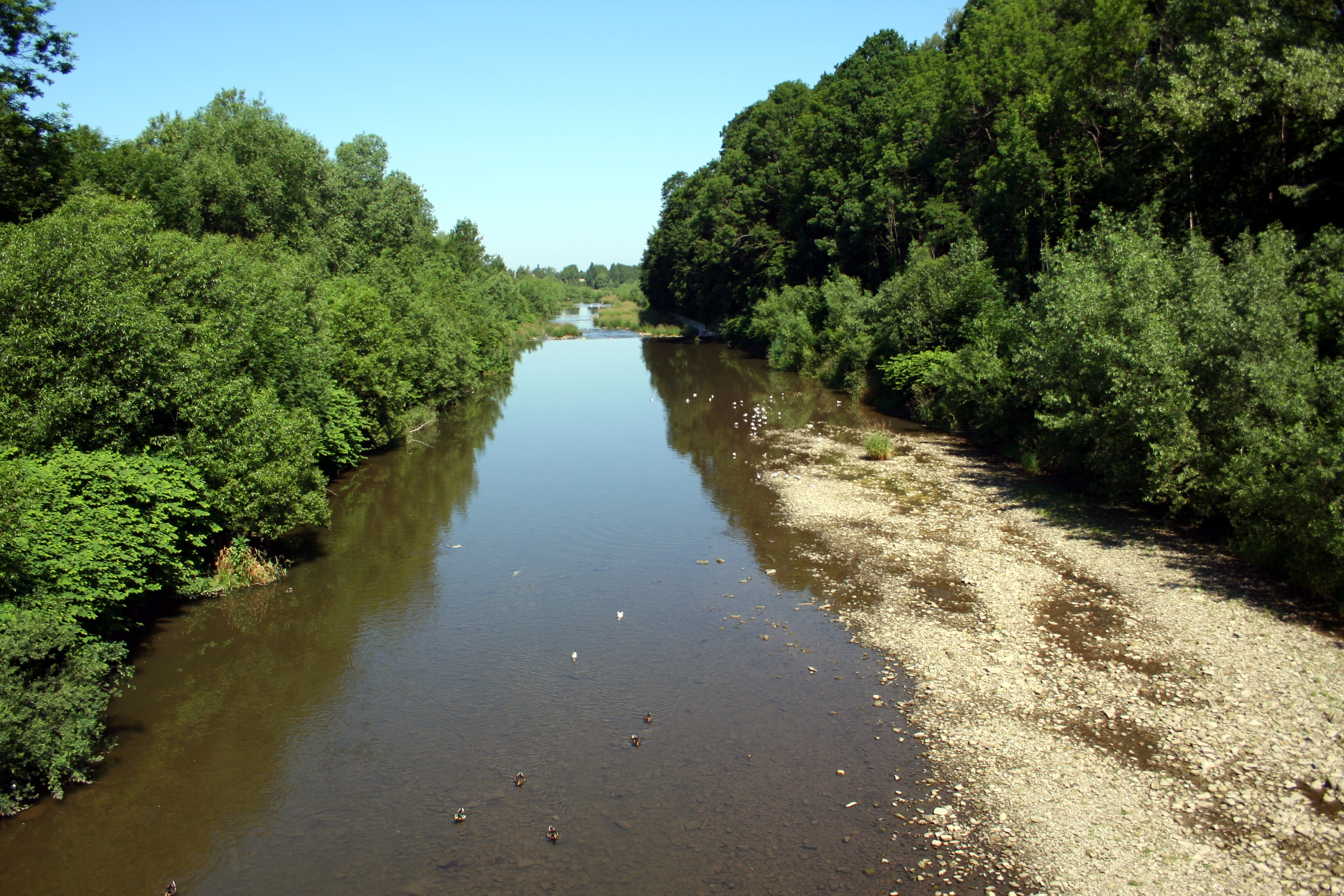
Вісла у Устроні
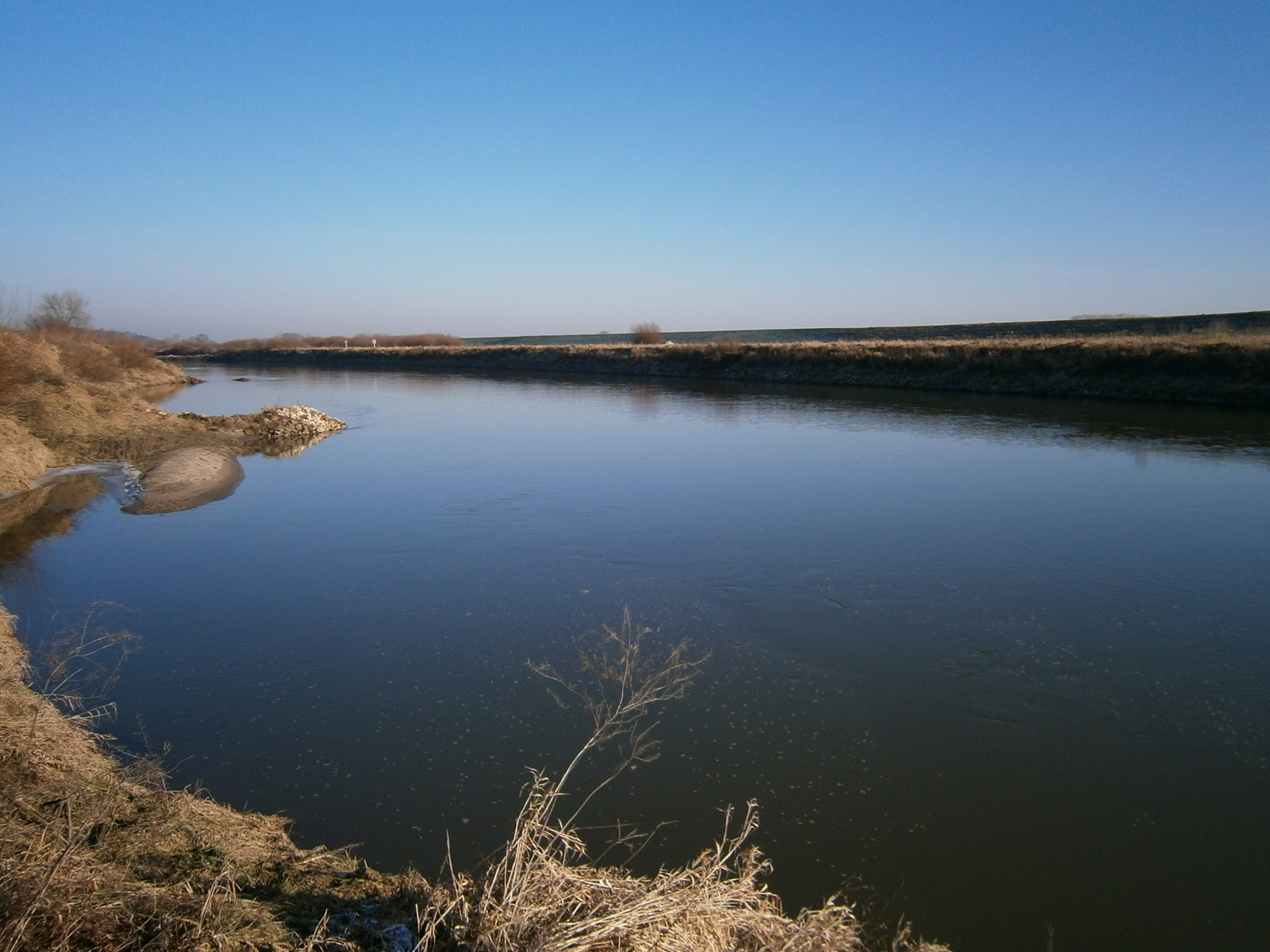
Вісла біля Кошиць